# Curt Åström
Curt "Minimal" Åström, egentligen Kurt Lennart Åström, född 11 juli 1924 i Gävle, död den 4 januari 1986 i Katarina församling i Stockholm, var en svensk skådespelare, revyartist, sångare, kompositör och textförfattare.
Åström spelade revy på olika teatrar i Helsingfors. Han engagerades vid Casinorevyn 1948 där han även ersatte Nils Ohlson i den kända crazytrion Tre Knas. I slutet av 1950-talet turnerade han med Stikkan Anderson i folkparkerna. Eftersom han var ovanligt liten till växten fick han smeknamnet Minimal. Åström är gravsatt i minneslunden på Skogskyrkogården i Stockholm.

## Filmografi (urval)
- 1947 – 91:an Karlssons permis
- 1948 – Loffe som miljonär
- 1949 – Lattjo med Boccaccio
- 1950 – Motorkavaljerer
- 1950 – Fästmö uthyres
- 1950 – Regementets ros
- 1950 – Påhittiga Johansson
- 1951 – Tull-Bom
- 1951 – Spöke på semester
- 1951 – Frånskild
- 1952 – Klackarna i taket
- 1952 – Klasskamrater
- 1952 – Kalle Karlsson från Jularbo
- 1952 – Han glömde henne aldrig
- 1952 – 69:an, sergeanten och jag
- 1953 – Terras fönster nr 7
- 1953 – Kungen av Dalarna
- 1953 – Resan till dej
- 1954 – Hjälpsamma herrn
- 1954 – Sju svarta "Be-Hå"
- 1954 – Karin Månsdotter
- 1954 – Skrattbomben
- 1954 – Flicka med melodi
- 1955 – Resa i natten
- 1955 – Far och flyg
- 1955 – 91 Karlsson rycker in
- 1955 – Janne Vängman och den stora kometen
- 1955 – Ratataa
- 1956 – Suss gott
- 1957 – 91:an Karlsson slår knock out
- 1959 – Guldgrävarna
- 1961 – Katten och kanariefågeln (TV)
- 1964 – Vi på Saltkråkan (TV)
- 1965 – Pang i bygget
- 1966 – Trettio pinnar muck
- 1968 – Bombi Bitt och jag (tv-serie)
- 1967 – Ola & Julia
- 1968 – Längta efter kärlek
- 1969 – Pippi Långstrump
- 1972 – Firmafesten
- 1973 – Här kommer Pippi Långstrump
- 1980 – Sverige åt svenskarna

## Teater

### Roller (ej komplett)
| År   | Roll        | Produktion                                                           | Regi           | Teater                  |
| ---- | ----------- | -------------------------------------------------------------------- | -------------- | ----------------------- |
| 1947 | Medverkande | Alltid pippi, revy Stig Bergendorff och Gösta Bernhard               | Gösta Terserus | Casinoteatern           |
| 1948 | Medverkande | Oh, eller Olympiska hetsen, revy Stig Bergendorff och Gösta Bernhard | Gösta Terserus | Casinoteatern           |
| 1954 | Medverkande | Sista skriket 54, revy Stig Bergendorff och Gösta Bernhard           | Gösta Bernhard | Casinoteatern           |
| 1959 | Medverkande | Oh, revy Stig Bergendorff och Gösta Bernhard                         | Gösta Bernhard | Casinoteatern           |
| 1961 |             | Fridas visor Birger Sjöberg                                          | Per Sjöstrand  | Skansens friluftsteater |

## Kompositör i urval
- 1957 - Varför är jag blek

## Textförfattare i urval
- 1957 - Elvira, Elvira
- 1957 - Varför är jag blek